# فلاديمير تيتوف
فلاديمير تيتوف (بالإنجليزية: Vladimir Georgiyevich Titov)‏ (و. 1947 – م) هو رائد فضاء، وطيار من الاتحاد السوفيتي . ولد في سريتنسك .

## ريادة الفضاء
شارك في المهمات الفضائية:
- Soyuz T-8
- STS-63
- STS-86
- Soyuz TM-4
- Soyuz T-10-1
- Soyuz TM-6.

## التعليم
تعلم في Gagarin Air Force Academy

## الخدمة العسكرية
خدم في القوات الجوية الروسية.

## جوائز
حصل على جوائز منها:
- قائد وسام جوقة الشرف
- وسام النجمة الحمراء
- Pilot-Cosmonaut of the USSR
- Harmon Trophy
- وسام لينين
- بطل الاتحاد السوفيتي
- Medal "For Merit in Space Exploration".